# Queijas
Queijas is een plaats en freguesia in de Portugese gemeente Oeiras en telt 8771 inwoners (2001).